# Matías Goñi
Pedro Matías de Goñi, conocido como Matías Goñi (Viana, Navarra, 20 de mayo de 1648 - Ciudad de México, 21 de febrero de 1712) fue un jesuita español, que evangelizó en diversos lugares de la Nueva España.
Hijo de Gregorio de Goñi y Gerónima Fernández de la Pila. Estudió y se licenció en Artes y Teología en la Universidad de Alcalá de Henares. Ingresó a la compañía de Jesús en Logroño (La Rioja) en 1671. Participó en la fundación de la misión de Yécora Sonora en 1677. En 1679, fue a Ciudad de México y recibió el orden sacerdotal.
Participó en la exploración en la península de Baja California, junto con el almirante Isidro Atondo y Antillón y con el Padre Eusebio Francisco Kino, a quien acompañó en su épico viaje a las Californias en 1683, viaje en el que intentaron los misioneros jesuitas asentarse y cristianizar la península. 
La expedición partió de Chacala, Nayarit, el 17 de enero de 1683, a bordo de dos buques "La Concepción", al mando del capitán Blas de Guzmán, donde iba el padre Goñi, y el "San José", donde iba el Padre Kino. Llegaron primero a La Paz. Goñi y Kino se pusieron a estudiar el dialecto guaycura para comunicarse mejor. Se movieron el 5 de octubre hacia San Bruno donde participó con Kino en la fundación de la misión de San Bruno en 1683.  

Goñi acompañó al almirante Atondo buscando llegar a Bahía Magdalena, el cual inició el 16 de febrero de 1685, con 21 soldados, un arriero y herrero, un esclavo, cuatro indios cristianos de tierra firme, varios indios amigos de San Bruno, y una recua de mulas con provisiones para veinticinco días. Kino se quedó en San Bruno. Contactaron 25 rancherías, y regresaron el 6 de marzo de 1685. Atondo lo describe así:
...los nativos eran corpulentos, robustos, de buena presencia, y más numerosos que ningunos antes vistos en California. Era notable que tenían casas, pequeños jacales de ramas y matorrales. Esta era una novedad.
 El 6 de mayo de 1685 salieron los maltrechos colonos en dos navíos, uno hacia la costa de Sonora y el otro a Sinaloa, a donde llegaron el día diez. Atondo realizó otra expedición el 14 de julio primero hacia La Paz y después a otros lugares con la intención de sacar perlas. Atondo y Goñi viajaron varias veces a Sinaloa, incluyendo Nío (Guasave) en donde finalmente el misionero prefirió quedarse. 
La ruta seguida fueron cruzando hasta 4 veces el Golfo de California así viajaron: 1) Mazatlán-Nío Sinaloa La Paz; 2) La Paz – San Lucas (Agiabampo)  3) San Lucas-San Bruno BCS San Isidro-Sra de Loreto Conchó, 4) Cochó –Río Yaqui-San Juan Bautista (Bahía Kino)-Isla del Carmen - Boca San Gregorio-Isla Tiburón   
El otro misionero de aquellas expediciones, el padre Copart, se fue a Guadalajara, Kino a Sonora y así se cerró uno de los primeros capítulos en que se intentó colonizar la península.
Matías Goñi fue superior del Real Colegio de San Ildefonso, ubicado en la Ciudad de México, donde murió en 1712.